# Noah Shamoun
Noah Shamoun, né le 8 décembre 2002 à Huskvarna en Suède, est un footballeur international syrien qui évolue au poste d'ailier gauche à l'IFK Värnamo.

## Biographie

### En club
Noah Shamoun commence le football au Jönköpings BK, avant de rejoindre l'IFK Öxnehaga, puis il rejoint à l'âge de onze ans l'Husqvarna FF (en). Durant sa formation il fait un essai d'une dizaines de jours dans le club allemand de Greuther Fürth. En janvier 2019 il est recruté par l'Assyriska IK (en), le transfert est annoncé le 16 décembre 2018. Il découvre avec ce club la troisième division suédoise, jouant son premier match dans cette compétition le 13 avril 2019 contre l'Åtvidabergs FF. Il entre en jeu lors de cette rencontre perdue par son équipe sur le score de deux buts à zéro. 
Durant l'année 2019, Shamoun fait deux essais dans des clubs italiens, au Parme Calcio 1913 et à l'AC Milan.
Shamoun est élu en 2020 comme le plus grand talent de la troisième division suédoise,.
En janvier 2021, Noah Shamoun rejoint le Kalmar FF. Le transfert est annoncé dès le 22 décembre 2020. Il joue son premier match sous ses nouvelles couleurs le 12 avril 2021, faisant par la même occasion sa première apparition dans l'Allsvenskan, la première division suédoise, lors de la première journée de la saison 2021, contre l'Östersunds FK.

### En sélection
Représentant la Suède en sélection, Noah Shamoun compte notamment deux matchs avec les moins de 20 ans, tous deux joués en 2021.
Noah Shamoun décide ensuite de représenter la Syrie. Il est convoqué pour la première fois avec l'équipe nationale de Syrie en mars 2024 et honore sa première sélection lors de ce rassemblement contre la Birmanie le 21 mars 2024. Il entre en jeu à la place d'Ibrahim Hesar (en) et les deux équipes se neutralisent (1-1 score final).

## Vie privée
Noah Shamoun est issu d'une famille assyrienne. Son père est né en Turquie avant de partir très jeune en Suède tandis que sa mère a grandi en Allemagne.